# Trenkengraben
Der Trenkengraben war ein Bach in den heute zu Leipzig gehörenden Dörfern Probstheida und Connewitz und mündete westlich von Connewitz rechtsseitig in die Mühlpleiße.

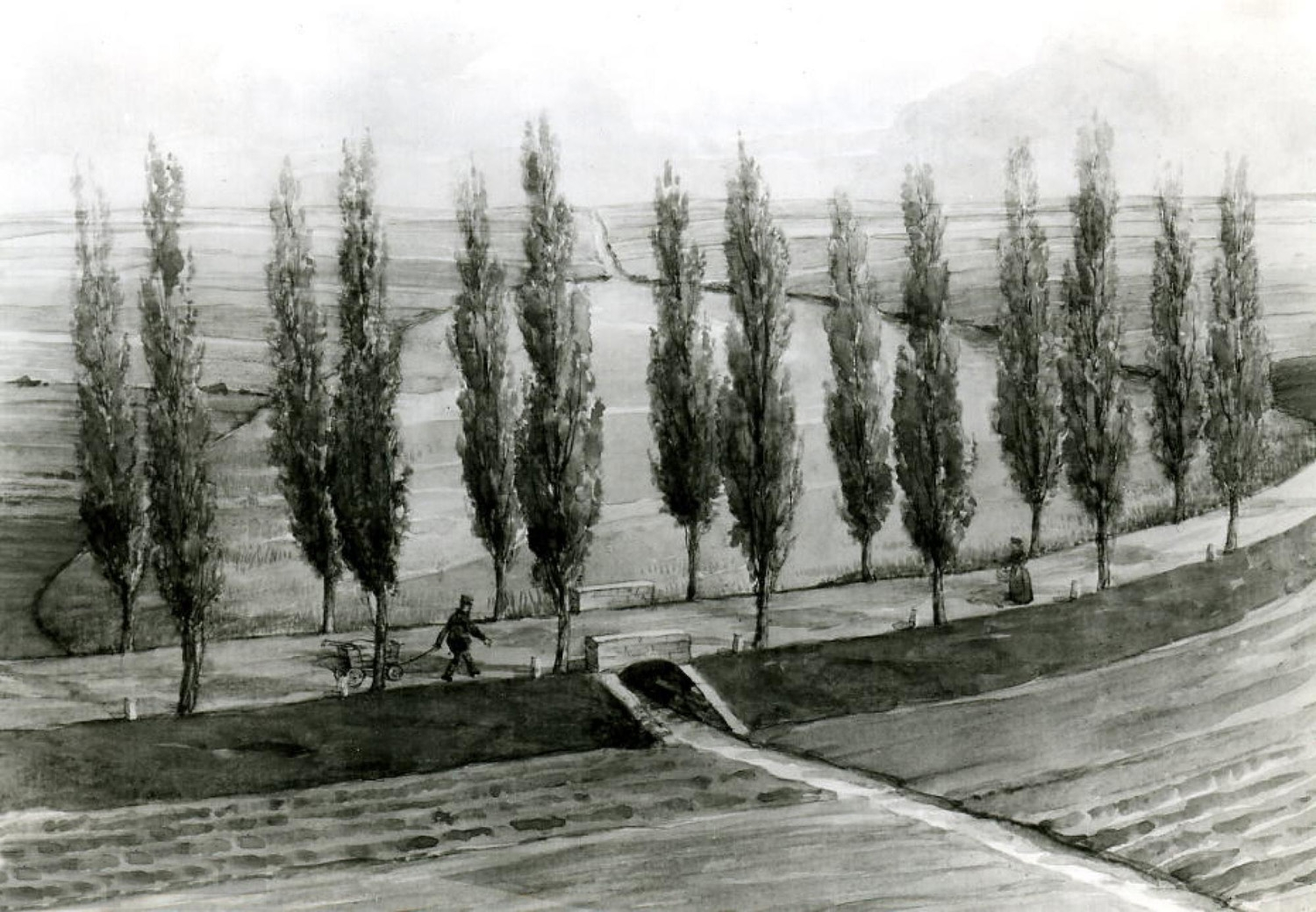
Der Pappelteich mit dem Trenkengraben an der Bornaischen Straße (in Höhe der heutigen Hildebrandstraße), vor 1880

Die Quelle des Trenkengrabens war das Teufelsloch in Probstheida im Bereich der heutigen Trendelenburgstraße; von dort verlief er durch den Ortskern Probstheidas, dann ein kleines Stück nach Norden westlich neben der heutigen Prager Straße, bevor er westlich abbog. Der Lauf des Bachs wurde ab hier mehrmals zu Teichen aufgestaut (der westlichste war der Pappelteich) und verlief durch das Gelände des heutigen Südfriedhofs und der heutigen Märchenwiese im jetzigen Ortsteil Marienbrunn weiter nach Connewitz, wo er in die Mühlpleiße mündete.
An seinem Ufer lag im Bereich der Märchenwiese das bereits im Mittelalter wüst gefallene Dorf Ölschwitz.
Der Trenkengraben ist im heutigen Ortsbild nicht mehr auffindbar, er wurde in Etappen, 1870 am Mündungsende beginnend, bis 1930 verrohrt und in die Leipziger Kanalisation eingebunden. Sein Tal ist noch im Verlauf der Märchenwiese und der Hildebrandstraße erkennbar.